# الجامعة الكندية (مصر)
الجامعة الكندية (بالإنجليزية: University of Canada) هي جامعة تأسست في مصر بموجب المرسوم الرئاسي رقم 9 لعام 2019 وكانت أول فرع جامعي دولي يتم افتتاحه في العاصمة الإدارية الجديدة بمصر.

## عن الجامعة
تم إنشاء الجامعة كأول جامعة بالعاصمة الإدارية الجديدة في مصر كفرع لجامعة جزيرة الأمير إدوارد التي يقع مقرها في كندا و تم افتتاحها في سبتمبر 2018.

## الموقع
تم تصميم المبانى الإدارية والدراسية والملاعب على الطراز الأوروبي على مسـاحة 30 فدان، وبذلك تكون بمثابة مضيف للجامعات الكندية الدولية في مصر مع وجود الدعم الكامل من الحكومة المصرية والحكومة الكندية.
تم إنشاؤها على مساحة 15 ألف متر مربع، وتضم مباني إدارية وتعليمية بمساحة 4500 متر مربع، ومسرح على مساحة 500 متر مربع،  حيث أن الـ 10000 متر مربع المتبقية، تشمل أفنية وملاعب ومساحات خضراء، وحمام سباحة نصف أوليمبي، وملعب خماسي وملعبان نجيلة، وملاعب «أكريليك، كرة طائرة، كرة سلة، كرة قدم»، فضلاً عن ملعب إسكواش تحت الإنشاء، وملعبان خاصان بمرحلة رياض الأطفال .

## الكليات
يضم المجمع مركز للبحوث والابتكار، بالإضافة إلى 5 كليات أخرى:
- العلوم
- الآداب
- الهندسة
- العلوم الاجتماعية والإدارية
- الدراسات العليا والمهنية.

## وصلات خارجية
- الموقع الرسمي
- افتتاح أول جامعة دولية بالعاصمة الإدارية غدًا..
- بالمستندات..جامعة الامير ادوارد في العاصمة الادارية خارج التنسيق
- «الأمير إدوارد الكندية».. أول جامعة بالعاصمة الإدارية في مصر
- البوابة نيوز: ننشر أحدث صور لجامعة الأمير إدوارد الكندية